# Вацукі Нобухіро
Вацукі Нобухіро (яп. 和月 伸宏) — манґака та дизайнер. Народився 26 травня 1970 року в місті Наґаока, що знаходиться в центральній частині острова Хонсю. Найбільше відомий як автор манґи Rurouni Kenshin. Ця робота Вацукі отримала визнання та була перекладена більш ніж 10 мовами. Найбільш відомий своїм серіалом на тему самураїв «Руроні Кеншин: Романтична історія фехтувальника Мейдзі» (1994–1999), тираж якого становить понад 70 мільйонів примірників, а також продовження, яке він зараз створює під назвою « Руроні Кеншин: Арка Хоккайдо» (2017–теперішній час). Він написав ще три серіали: вестерн Gun Blaze West (2001), надприродне Алхімічна зброя (2003–2005) і хоррор-мангу Balsamming -The Another Tale of Frankenstein- (2007–2015). Вацукі був наставником кількох відомих художників манги, зокрема творця One Piece Ейічіро Ода, Хіроюкі Такеї з Короля шамана  та автора [./Https://en.wikipedia.org/wiki/Mr._Fullswing Mr. Fullswing] Шінья Сузукі  [ ja ]. 

## Біографія
Вацукі народився в місті Наґаока, в префектурі Ніїґата на острові Хонсю. Наслідуючи старшому братові, в шкільні роки почав малювати манґу, та продовжив це заняття після того, як брат залишив малювання. У школі Вацукі займався кендо, але успіхи його були більш ніж скромними: він жодного разу не виграв жодного бою.
На творчість Вацукі вплинули роботи ранніх манґак, таких як Осаму Тедзука та Фудзіко Фудзіо. У 1987 році Вацукі дебютував як манґа-художник зі своєю роботою Teacher Pon, яка зайняла 33-е місце в конкурсі на премію Тедзуки. Після закінчення школи Вацукі переїхав до Токіо та деякий час був асистентом в відомого манґаки Обата Такесі (Хікару і Ґо, Зошит смерті). Приблизно в цей же час він створив свій перший професійний твір — манґу Crescent Moon in the Warring States.
В 1992 та 1993 роках манґа-журнал Weekly Shounen Jump Special надрукував нову роботу Вацукі: Rurouni, Meiji Swordsman Romantic Story — дві окремі короткі історії, що були прототипом майбутньої манґи про Кенсіна. В 1994 році в Weekly Shounen Jump Special почала виходити манґа Rurouni Kenshin, робота над якою зайняла у Вацукі 5 років. В 1996 році по ній створили однойменний аніме-серіал.
Окрім Rurouni Kenshin, відомою роботою Вацукі є Busou Renkin, манґа про хлопця, який ціною життя врятував дівчину від монстра, але вижив, отримавши нове серце з незвичайними властивостями. Існує і ще декілька дрібних проектів авторства Вацукі. Крім основної праці манґа-художника, він займався дизайном персонажів в іграх Shinsengumi Gunraw Den и Samurai Shodown V.

## Роботи
1. Руроні Кеншин.
2. Бойова Алхімія.